# Ritchey-Chrétien-teleskop
Ritchey-Chrétien-teleskopet er en variant af Cassegrain-teleskopet, hvor det primære spejl er en hyperbol og er lidt mere kraftigt figureret end Cassegrainens parabol. Teleskopet er opkaldt efter sine med-opfindere, den amerikanske astronom George Ritchey (1864-1945) og den franske optiker Henri Chrétien (1879-1956). Men man bør også nævne George H. Lutz, en amerikansk astronom og teleskopbygger i 1920'erne og 1930’erne, som var involveret med Ritchey i de tidlige stadier af designet og konstruktionen af Ritchey-Chrétien-teleskopet. 
Fordi Ritchey-Chrétien er korrigeret for koma samt for sfærisk aberration, kan det give relativt skarpe billeder i et større synsfelt end Cassegrain-teleskopet. God optisk ydeevne kombineret med et kort rør har medført, at dette design er valgt til mange af verdens største teleskoper, herunder Very Large Telescope og de to 10-meter teleskoper på Keck Observatory.

## Reference
1. ↑  RITCHEY CHRITIEN TELESCOPE